# Castell-Platja d'Aro
Castell-Platja d'Aro (in spagnolo Castillo de Aro) è un comune spagnolo di 10 585 abitanti situato nella comunità autonoma della Catalogna.